# Quercetina
La quercetina è un flavonoide.
Appartenente al gruppo dei flavonoli (e più precisamente a quello dei tetraossiflavonoli), la quercetina è la componente agliconica di vari glicosidi, tra cui la rutina e la quercitrina.

Tra i flavonoidi più comuni, essa è isolabile da numerose specie vegetali: ippocastano, calendula, biancospino, camomilla, iperico e Ginkgo biloba.
Alimenti particolarmente ricchi di quercetina sono:
- il cappero (è la pianta che ne contiene la maggior quantità rispetto al peso),
- il levistico
- l'uva (sia bianca che rossa) e il vino rosso. Nell'uva infatti questa viene sintetizzata sia nelle varietà bianche che rosse (non è detto che le uve rosse ne producano di più), mentre per quello che riguarda il vino è maggiormente presente in quello rosso a causa del processo di trasformazione che prevede un'estrazione spinta dei composti dalle bucce.
- la cipolla rossa,
- il tè verde,
- il mirtillo,
- la mela,
- Il mango,
- la propoli,
- il sedano,
- il radicchio.

## Proprietà
È considerato un inibitore naturale di vari enzimi intracellulari:
- la 5a-reduttasi (tipo I) deputato alla conversione del testosterone in diidrotestosterone (DHT).
- l'aromatasi coinvolto nella trasformazione di androgeni in estrogeni.
- alcune tirosin-chinasi (TK), incluso il recettore del fattore di crescita epidermico (EGFR);
- alcune proteine chinasi calcio-fosfolipide dipendente (PKCs);
- la 5-lipossigenasi (che produce i leucotrieni, mediatori dell'infiammazione dell'asma);
- la fosfolipasi A2, che degrada i lipidi di membrana generando acido arachidonico, che viene poi trasformato in prostaglandine, coinvolte nell'infiammazione;
- l'ornitina decarbossilasi (ODC) che produce le poliammine, notoriamente coinvolte nella proliferazione cellulare;
- le chinasi dei fosfoinositidi PI3K e PI4P-5K, coinvolte nelle risposte proliferative innescate dalle via mitogeniche della traduzione del segnale.

Per tali proprietà è stata estensivamente studiata in campo oncologico sperimentale, nella delucidazione dei meccanismi di proliferazione cellulare e della cancerogenesi.
Uno studio internazionale cui partecipa l'Istituto di nanotecnologia del Consiglio Nazionale delle Ricerche ha scoperto che la quercetina mostra un effetto destabilizzante sulla 3CLpro, una delle proteine fondamentali per la replicazione del virus SARS-Cov-2 responsabile della pandemia COVID-19. Uno studio successivo ha dimostrato come la Quercetina (e meglio ancora alcuni seleno composti da essa derivati) siano effettivamente in grado di inibire la replicazione virale in cellule infettate dal virus SARS-Cov-2,
La quercetina è inoltre un antiossidante naturale. Tra le sue funzioni più importanti vi sono:
- ripristinare il tocoferolo (Vitamina E), dopo che questo si è trasformato in radicale libero (tocoferil-radicale),
- disintossicare la cellula dal superossido
- frenare la produzione di ossido nitrico durante le infiammazioni.